# Тюринзький ліс

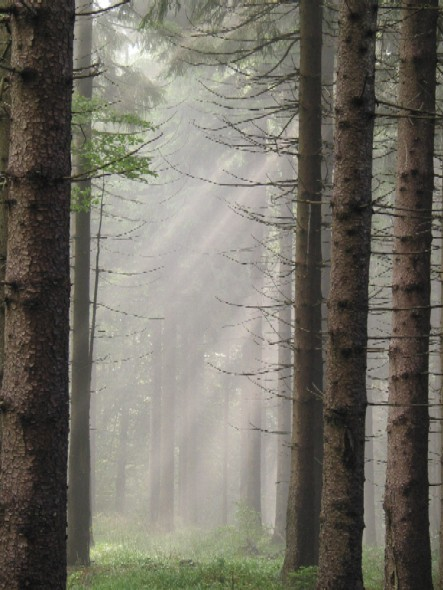
Тюринзькій ліс поблизу Обергофа

Тюринзький ліс (нім. Thüringer Wald) — гори середньої висоти в Тюрингії. Довжина близько 150 км, ширина до 35 км. Найвища точка 982 м.

## Джерело
- www.naturpark-thueringer-wald.de [Архівовано 29 жовтня 2020 у Wayback Machine.]
- www.thueringer-wald-info.de [Архівовано 8 серпня 2018 у Wayback Machine.]